# بينس باكوس
بينس باكوس (بالمجرية: Bakos Bence)‏ هو لاعب كرة قدم مجري، ولد في 8 فبراير 1989 في نيرغهازا في المجر. لعب مع Nyíregyháza Spartacus FC ‏.

## وصلات خارجية
- بينس باكوس على موقع قاعدة بيانات كرة القدم.إي يو (الإنجليزية)